# Mszczonów
Pour les articles homonymes, voir Mszczonów (homonymie).
Mszczonów (prononciation : [ˈmʂt͡ʂɔnuf]) est une ville polonaise de la gmina de Mszczonów dans le powiat de Żyrardów de la voïvodie de Mazovie dans le centre-est de la Pologne.
Elle est le siège administratif de la gmina appelée gmina de Mszczonów.
Elle se situe à environ 11 km au sud-est de Żyrardów (siège du powiat) et à 43 km au sud-ouest de Varsovie (capitale de la Pologne).
La ville compte une population de 6 293 habitants en 2008.

## Histoire
Mszczonów obtient le statut de ville en 1377.
De 1975 à 1998, la ville appartenait administrativement à la voïvodie de Skierniewice.